# Kokuchūkai
Kokuchūkai (jap. 国柱会 Ruch Wzmocnienia Narodowego) – założone w 1914 roku japońskie stowarzyszenie buddyjskie o orientacji nacjonalistycznej.

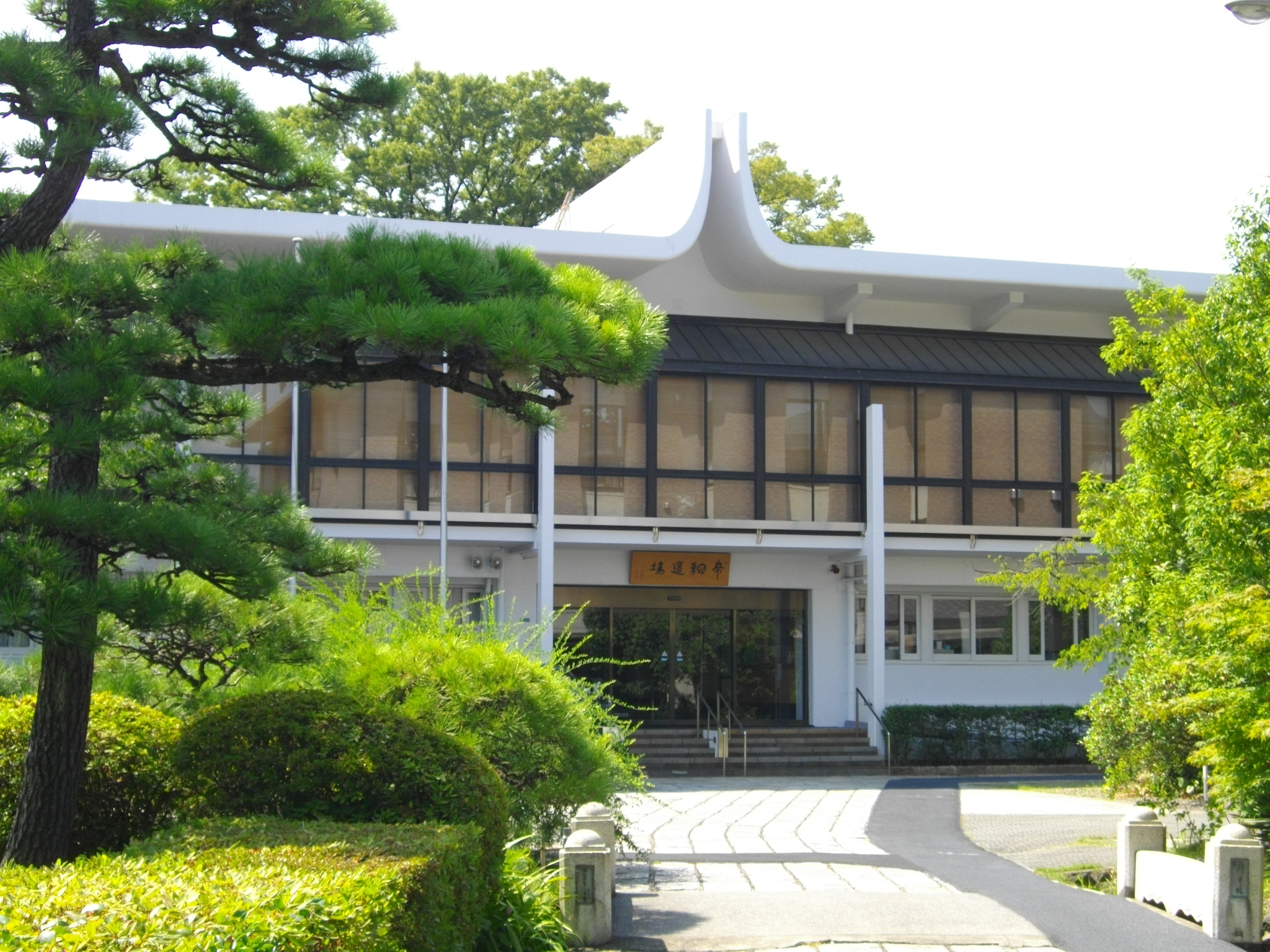
Siedziba główna Kokuchūkai

Twórcą Kokuchūkai był Tanaka Chigaku (jap. 田中智學; 1861–1939), zwolennik ekspansjonistycznej polityki Japonii. Odwoływał się on do nauk japońskiej szkoły buddyjskiej nichiren, którą chciał uczynić podstawą nowej japońskiej ideologii narodowej. Do organizacji należeli m.in. generał Kanji Ishiwara i poeta Kenji Miyazawa.
W 2000 roku ruch ten liczył około 20 tysięcy członków. Pomimo klęski Japonii w II wojnie światowej zachował swój nacjonalistyczny charakter.